# 鸦胆子
鸦胆子（学名：Brucea javanica）为苦木科鸦胆子属下的一个种。

## 外部連結
- 鴉膽子 藥用植物圖像數據庫 (香港浸會大學中醫藥學院) （中文）（英文）
- 鴉膽子 中藥材圖像數據庫  (香港浸會大學中醫藥學院) （中文）（英文）
- 鴉膽子 Ya Dan Zi（页面存档备份，存于） 中藥標本數據庫 (香港浸會大學中醫藥學院) （繁體中文）（英文）
- 鴉膽子苦醇 Brusatol（页面存档备份，存于） 中草藥化學圖像數據庫 (香港浸會大學中醫藥學院) （中文）（英文）

## 扩展阅读
- 維基物種上的相關：鸦胆子